# Амфіктіон
Амфіктіо́н (грец. Αμφικτύονας) — син Девкаліона і Пірри, фермопільський володар. Скинувши з трону свого тестя, царя Аттики Краная, протягом дванадцяти років правив Афінами. За одним із міфів, Амфіктіон назвав місто Краная Афінами, присвятивши його богині Афіні. Мав сина Ітона, онуку Іодаму, яка перетворилась на камінь, необережно подивившись на голову Горгони Медузи.